# Vera Begić
Vera Begić (Rijeka, 17 maart 1982) is een voormalig atleet uit Kroatië. Haar moeder Jadranka Antunović was ook atlete en lid van het nationale team van Joegoslavië.
Op de Olympische Zomerspelen van Athene in 2004 nam Begić voor Kroatië deel aan het onderdeel discuswerpen.
Ook op de Olympische Zomerspelen van Beijing in 2008 nam ze deel.
In 2009 behaalde Begić een zilveren medaille op de Middellandse Zeespelen bij het discuswerpen.
In 2010 was zij een van de deelneemsters bij het discuswerpen op de Kroatië op de Europese kampioenschappen atletiek 2010.
- World Athletics: 14263860